# Androsace obtusifolia
Androsace obtusifolia — вид квіткових рослин з родини первоцвітових (Primulaceae). Ареал: Австрія, Болгарія, Словаччина, Франція, Німеччина, Італія, Польща, Румунія, Швейцарія, Ліхтенштейн, Сербія, Косово.

## Середовище
Росте на скелях і осоках, в субальпійському і альпійському поясі (до 3500 метрів над рівнем моря). Цей вид осоки іноді зустрічається в культурі, її вирощують як рокарій, але в низинах її вирощування непросте.

## Біоморфологічний опис
Багаторічна трав'яниста рослина, 2–10 см заввишки, з нещільним пучком або з окремими розетками листя. Стебло прямовисне, коротко запушене. Листки в приземній розетці видовжено-ланцетні, найширші в середині або вище, цілокраї, голі, по краю запушені. Квітки ростуть у 1–7-квітковому зонтику. Віночок 6–9 мм в діаметрі, пелюстки білі або рожеві, біля гирла жовті, трубка коротша за чашечку. Плід — коробочка. Цвіте з червня по серпень.